# ヘンリー・ロフタス (初代イーリー伯爵)

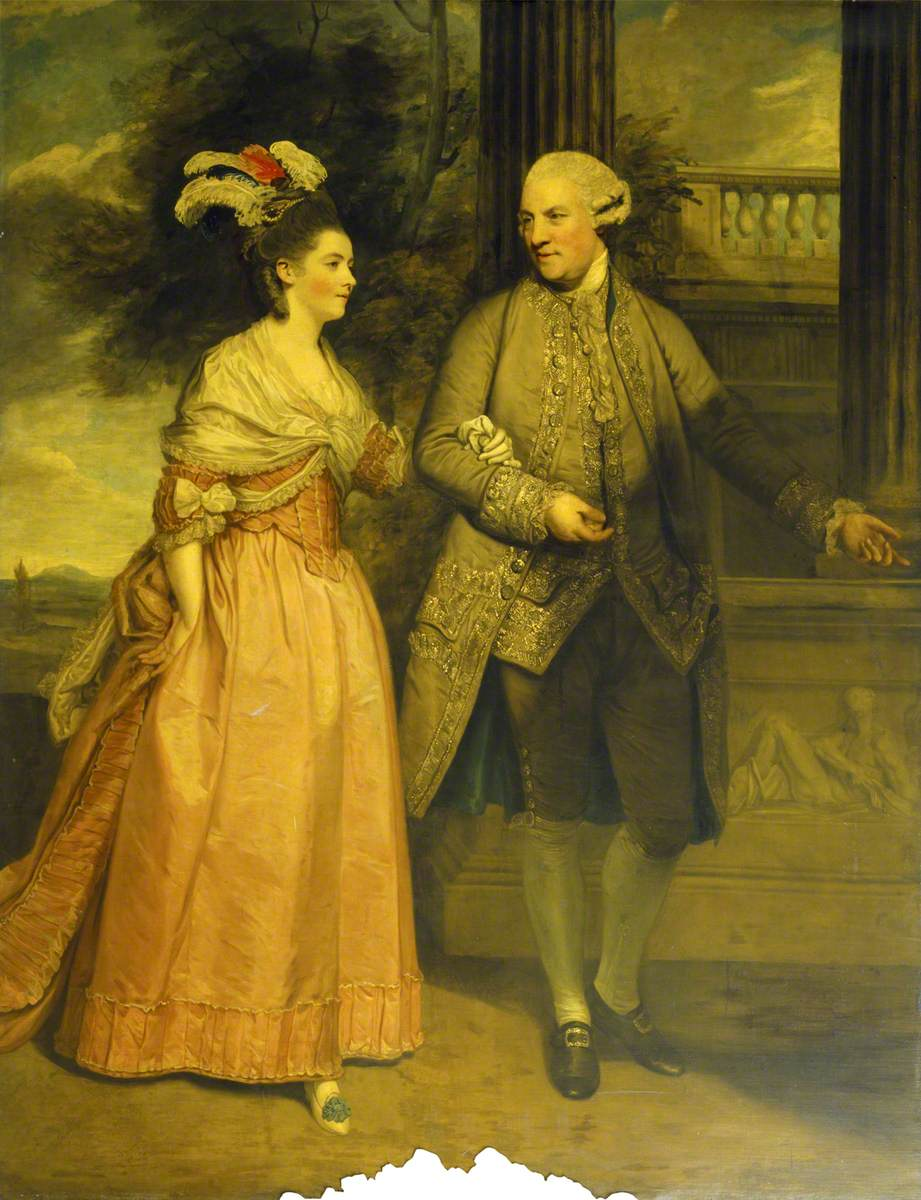
ジョシュア・レノルズによる、イーリー伯爵夫婦の肖像画、1775年頃。

初代イーリー伯爵ヘンリー・ロフタス（英語: Henry Loftus, 1st Earl of Ely KP PC (Ire)、1709年11月18日 – 1783年5月8日）は、アイルランド王国の貴族、政治家。

## 生涯
初代ロフタス子爵ニコラス・ロフタスとアン・ポンソンビー（Anne Ponsonby、初代ダンキャノン子爵ウィリアム・ポンソンビーの娘）の末男として、1709年11月18日に生まれた。
1747年から1768年までバンノウ選挙区の、1768年から1769年までウェックスフォード・カウンティ選挙区の代表としてアイルランド庶民院議員を務めた。また、1766年から1783年までウェックスフォード県首席治安判事を務めた。
1769年11月12日に兄ニコラスの息子ニコラスが死去すると、ロフタス子爵の爵位を継承、16日にアイルランド貴族院議員に正式に就任した。その後、1771年9月4日にアイルランド枢密院の枢密顧問官に任命され、1771年12月2日にイーリー伯爵に叙された。
1783年2月5日に聖パトリック勲章を授与されたが、同年5月8日に死去した。後継者となる息子がおらず、爵位は全て断絶した。

## 家族
1745年、フランシス・モンロー（Frances Monroe、1774年8月没、ヘンリー・モンローの娘）と結婚した。その後、1775年9月14日にロンドンでアン・ボンフォイ（Anne Bonfoy、1821年8月14日没、ヒュー・ボンフォイの娘）と再婚した。